# Fernando Gago
Fernando Rubén Gago (Ciudadela, 10 de abril de 1986) é um treinador ex-futebolista argentino que atuava como volante. Atualmente está no Necaxa.
Quando jogador, destacava-se por ter uma forte marcação no meio-campo, pela qualidade no passe e elegância na saída de jogo, o que acabou lhe rendendo, através da imprensa espanhola, comparações com Fernando Redondo.

## Carreira como jogador

### Boca Juniors
Seus primeiros passos antes de tornar-se jogador de futebol começaram cedo. Gago iniciou sua carreira nos juvenis do modesto Clube Social do Parque. Anos depois, o jogador foi para as categorias de base do Boca Juniors, onde ganhou projeção, amadurecimento e evolução em sua carreira profissional.
Sua estreia no Boca Juniors aconteceu no dia 5 de dezembro de 2004, com uma vitória de 1–0 diante do Quilmes, pelo Campeonato Argentino. Porém, suas atuações regulares só começaram a aparecer em 2005, com a chegada do técnico Alfio Basile, substituindo o demitido Raúl Cascini. Foi a partir desse momento que Gago entrou para a lista de craques argentinos.
Depois de ajudar o Boca Juniors a conquistar o quinto título nacional consecutivo de forma brilhante, só faltava Gago marcar seu primeiro gol como profissional. Esse momento aconteceu no dia 1 de outubro de 2006, contra o Vélez Sarsfield, no estádio La Bombonera.

### Real Madrid
Porém, Gago mal sabia que estava sendo observado desde a época das categorias de base por grandes clubes europeus. Os dirigentes do Boca Juniors sabiam que não poderiam segurá-lo por muito tempo, e no dia 21 de dezembro de 2006, o Real Madrid conseguiu concluir a contratação do argentino por 27 milhões de dólares após longas negociações.
A estreia de Gago com a camisa de número 16 no Real Madrid aconteceu no dia 7 de janeiro de 2007, início da segunda parte da temporada 2006–07. No entanto, o jogador sentiu o peso da estreia, não conseguiu realizar uma boa partida e viu sua equipe perder para o Deportivo La Coruña por 2–0.
Nos primeiros meses de Real Madrid, o volante acabou se adaptando à Espanha e alternou, em vários momentos, como titular e reserva na equipe branca. Com o treinador alemão Bernd Schuster, Gago foi bastante utilizado na temporada 2007–08 e se firmou como titular do clube merengue, o que se seguiu também na temporada 2008–09.

### Roma
No dia 31 de agosto de 2011, último dia da janela de transferências na Europa, foi anunciado que a Roma havia adquirido o jogador por empréstimo de um ano, com alternativa de compra por 7 milhões de euros no fim da temporada.
Após uma temporada de sucesso atuando pela Roma, Gago voltou ao Real Madrid em junho de 2012. Seu futuro, no entanto, era incerto no clube Merengue, já que o treinador José Mourinho afirmou que o volante não estava em seus planos para a temporada.
No dia 16 de julho de 2012, Fernando Gago iniciou a pré-temporada com o Real, mas foi obrigado a treinar separado dos demais jogadores e no dia seguinte não apareceu em Valdebebas para o segundo dia de treino.

### Valencia e Vélez Sarsfield
Em julho de 2012 transferiu-se para o Valencia. Pouco mais de 18 jogos vestindo a camisa dos Los Che, sentiu-se desmotivado em continuar na equipe após a demissão do treinador e seu compatriota Mauricio Pellegrino. E com a chegada do treinador Ernesto Valverde, o argentino começou a forçar sua saída do clube (não comparecendo na tribuna nos jogos da equipe quando não fora convocado para a partida ou não voltando de Buenos Aires no dia previsto, quando fora tratar de uma lesão em solo argentino).
Como a torcida e todo o elenco não confiavam mais em seu caráter, em janeiro de 2013 Gago foi cedido por empréstimo até o fim da temporada ao Vélez Sarsfield.

### Aposentadoria
No dia 11 de novembro de 2020, aos 34 anos, anunciou sua aposentadoria.

## Seleção Nacional
Como todo grande jogador argentino, Fernando Gago teve suas primeiras aparições com a camisa da Seleção Argentina em categorias inferiores à principal. O momento de consagração veio em 2005, quando conquistou a Copa do Mundo FIFA Sub-20 disputada nos Países Baixos, ao lado dos companheiros Lionel Messi, Sergio Agüero e Oscar Ustari.
Sua estreia pela Seleção principal aconteceu no dia 7 de fevereiro de 2007. Coincidências à parte, o técnico Alfio Basile decidiu convocá-lo pela primeira vez e não ficou decepcionado. O atleta entrou em campo no segundo tempo do amistoso contra a França, disputado no Stade de France, e a Argentina venceu por 1–0.
Gago fez parte do grupo de convocados de Alfio Basile que disputou a Copa América de 2007, na Venezuela. O jogador teve poucas aparições entre os titulares e viu do banco de reservas a Argentina perder a final da competição para o Brasil por 3–0.
Em 2008, ao lado de grandes jogadores como Lionel Messi, Sergio Agüero, Juan Román Riquelme e Javier Mascherano, conquistou a medalha de ouro nos Jogos Olímpicos de Pequim.
Em 2011 participou da Copa América e não atuou na estreia da Seleção Argentina, que empatou em 1–1 com a Bolívia. No segundo jogo da fase de grupos, Gago entrou no segundo tempo contra a Colômbia e se destacou com a maneira que conduziu o meio-campo, colocando a bola, literalmente, nos pés de seus companheiros de equipe. Jogou os noventa minutos do jogo contra a Costa Rica e mais uma vez foi protagonista, participando diretamente do primeiro gol de Sergio Agüero e começando a jogada que resultou no segundo gol do mesmo. Além disso, teve grande atuação no meio-campo com passes precisos e uma marcação forte, bloqueando as tentativas de ataque dos costarriquenhos. Também atuou como titular no jogo contra o Uruguai, nas quartas de final. Acabou se lesionando e teve de sair do jogo no início da prorrogação, não conseguindo, desta maneira, evitar a eliminação precoce de sua seleção no torneio onde a Argentina era a anfitriã.
Três anos depois, esteve na lista dos 23 convocados por Gerardo Martino para a Copa do Mundo FIFA de 2014.

## Carreira como treinador

### Racing
Após ter iniciado a carreira de técnico no Aldosivi, em janeiro de 2021, em outubro do mesmo ano foi anunciado como novo treinador do Racing. Conquistou seus primeiros títulos pelo clube de Avellaneda em 2022, ao faturar o Trofeo de Campeones e a Supercopa Internacional. Pediu demissão do Racing no dia 30 de setembro de 2023, após uma derrota por 2–0 para o Independiente, maior rival do clube. No total, Gago comandou a equipe em 109 partidas, com 53 vitórias, 28 empates e 28 derrotas.

### Chivas Guadalajara
No dia 20 de dezembro de 2023, foi anunciado como novo treinador do Chivas Guadalajara. Gago deixou o clube mexicano pouco menos de um ano depois, em 10 de outubro de 2024. O técnico comandou a equipe em 32 jogos, com 14 vitórias, nove empates e nove derrotas.

### Boca Juniors
Foi oficializado como novo treinador do Boca Juniors no dia 14 de outubro de 2024. Aos 38 anos, o ex-volante, revelado pelo próprio clube argentino, foi a escolha do presidente Juan Román Riquelme para substituir Diego Martínez, que deixou o comando da equipe no fim de setembro.
Em 29 de abril de 2025, dois dias após uma derrota por 2–1 num clássico contra o River Plate, o Boca anunciou a demissão de Fernando Gago.

## Títulos

### Como jogador
Boca Juniors
- Campeonato Argentino: 2005 (Apertura), 2006 (Clausura), 2015, 2016–17 e 2017–18
- Copa Sul-Americana: 2005
- Recopa Sul-Americana: 2005 e 2006

Real Madrid
- La Liga: 2006–07 e 2007–08
- Supercopa da Espanha: 2008
- Copa do Rei: 2010–11

Vélez Sársfield
- Campeonato Argentino: 2012–13

Seleção Argentina Sub-20
- Copa do Mundo FIFA Sub-20: 2005

Seleção Argentina Sub-23
- Jogos Olímpicos: Ouro em 2008

### Como treinador
Racing
- Trofeo de Campeones: 2022
- Supercopa Internacional: 2022